# 뭉치 (조직폭력배)
뭉치(? ~ ?)는 대한민국의 조직폭력배이다. 뭉치는 사실 실존인물이 맞는지 정확하지는 않지만 알려져 있는 바로는 구마적, 신마적, 제비와 더불어 일제강점기 당시 종로를 장악하며 횡포를 부렸던 주먹이었다.